# Srbice (kraj pilzneński)
Srbice – wieś i gmina w Czechach, w powiecie Domažlice, w kraju pilzneńskim. Według danych z dnia 1 stycznia 2014 liczyła 382 mieszkańców.